# Antonius Abtkerk (Riel)
De Antonius Abt-kerk is een kerkgebouw in Riel in de gemeente Goirle in de Nederlandse provincie Noord-Brabant. De kerk staat aan Kerkstraat 3 en achter de kerk (oostzijde) ligt de begraafplaats.
De kerk is opgedragen aan Antonius van Egypte.

## Geschiedenis
In 1444 bouwde men in Riel een kapel die gewijd was aan de heilige Catharina van Alexandrië. 
In 1520 splitste Riel zich af als nieuwe parochie. De kapel werd een parochiekerk
In 1629 moest de kerk gesloten worden, waarna de mis in de pastorie opgedragen werd.
In 1641 was het te onveilig geworden en vertrok de pastoor. 
Tot 1673 was het verboden om het katholieke geloof uit te oefenen. Toen betrok men een schuurkerk tegenover de plaats van de oude kerk. Deze werd in 1764 uitgebreid.
In 1819 kwam de oude kerk weer in het bezit van de katholieken en die namen deze in 1822 weer in gebruik.
In 1897 vond de inwijding plaats van de nieuwe kerk, de Antonius Abt-kerk, die in 1895 was klaargekomen. Deze kerk was naar het ontwerp van architect P.J. van Genk en was voor de oude kerk gebouwd. De oude kerk werd vervolgens afgebroken.
In 1925 werd de kerk verder uitgebreid.

## Opbouw
De georiënteerde kruiskerk is in neogotische stijl opgetrokken en bestaat uit een westtoren met ingang, een eenbeukig schip met vier traveeën in pseudobasilicale opstand, een dubbel rechtgesloten transept en een koor van een travee en een vijfzijdige koorsluiting. De toren heeft vier geledingen en een ingesnoerde naaldspits op vierkante grondslag met een open galerij een vier dakkapellen. Het schip het het koor worden gedekt door een samengesteld zadeldak.